# Житие

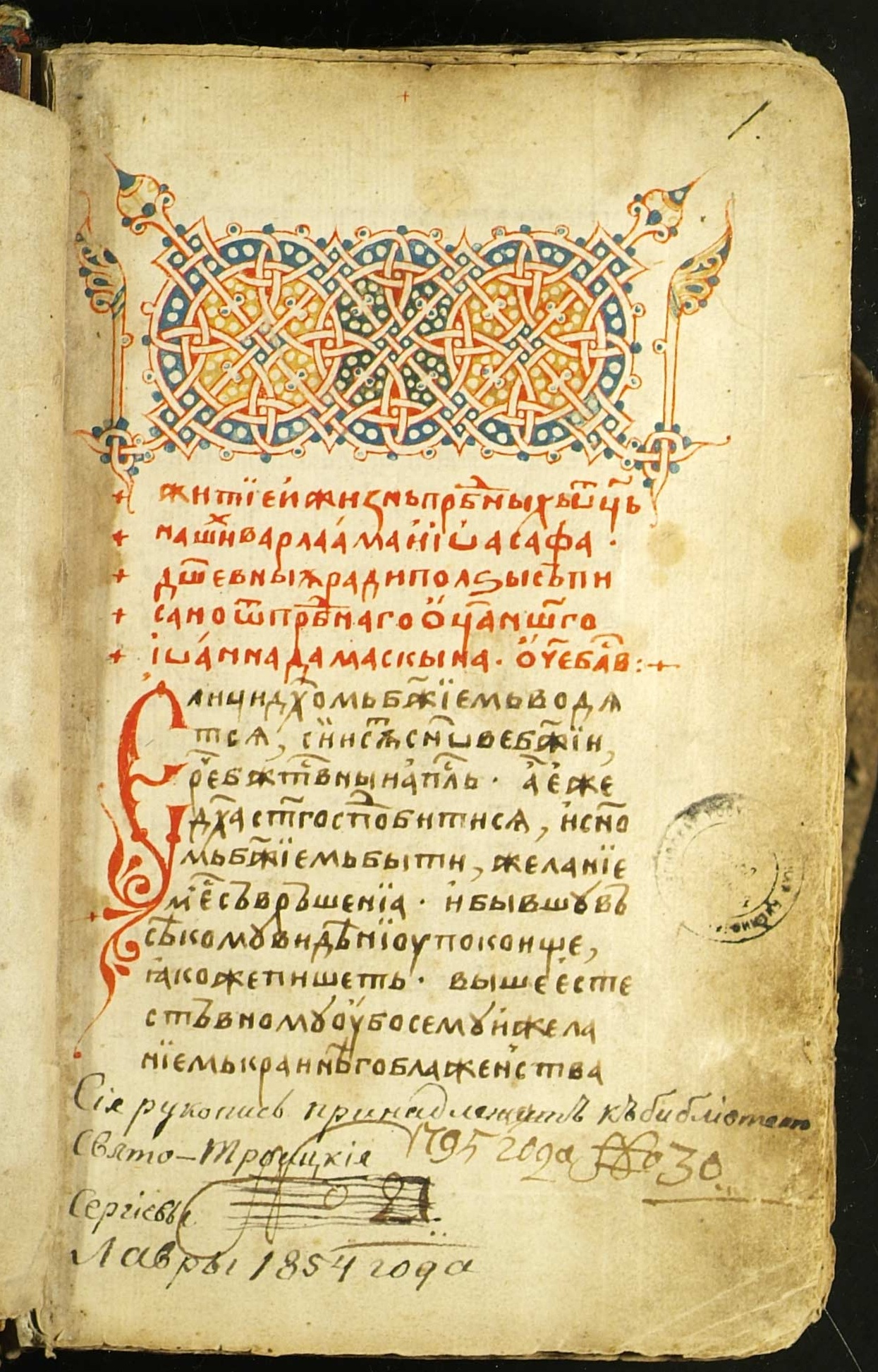
Жития святых Варлаама и Иоасафа Индийских и Феодора Эдесскаго. Рукопись 1444 года. Библиотека Свято-Троицкой Сергиевой Лавры.

Житие́ (греч. βίος, лат. vita) — жанр церковной литературы, в котором описывается жизнь и деяния святых. Житие создавалось после смерти святого, но не всегда после формальной канонизации. Для жития характерны строгие содержательные и структурные ограничения (канон, литературный этикет), сильно отличающие его от светских биографий. Изучением жития занимается агиография.
По словам Константина Ковалёва-Случевского: «Житие святого, как правило, напрямую не связано с историческими фактами. Во многих житиях не указаны даже годы жизни, конкретные города, посёлки или деревни, где происходили те или иные события. Есть только рассказ о духовных подвигах, чудесах, знамениях. Именно этим житийная литература, в первую очередь, отличается от подробной биографии».

## Западноевропейские жития
Христианская церковь с первых дней своего существования собирает сведения о жизни и деятельности её подвижников и сообщает их в общее назидание. «Жития святых» составляют едва ли не самый обширный отдел христианской литературы. Если не считать апокрифических Евангелий и сказаний об апостолах, в которых содержится немало детальных сведений о первых деятелях христианства, то первыми по времени жития святых были сказания о мучениках. Ещё Климент, епископ Римский, во время первых гонений на христианство, поставил в различных округах Рима семь нотариев для ежедневной записи происходившего с христианами в местах казней, а также в темницах и судилищах. Другой епископ Рима, Фабиан (236—251), поручил это дело семи иподиаконам. Биограф св. Киприана упоминает о том, что имена мучеников, даже самого простого звания, с древнейших времён записывались церквами для чествования и памятования. Несмотря на то, что языческое правительство угрожало записывателям смертной казнью, записи продолжались во все время гонений на христианство.
При Домициане и Диоклетиане значительная часть записей погибла в огне, так что когда Евсевий (ум. 340) предпринял составление полного собрания сказаний о древних мучениках, то не нашёл достаточного для того материала в литературе мученических актов, а должен был делать разыскания в архивах учреждений, производивших суд над мучениками. Сочинение Евсевия о мучениках вообще не сохранилось до нашего времени, но известно другое его сочинение: «Книга о палестинских мучениках». От первых трёх веков дошло до нас ещё несколько «посланий» о мученичествах от одной церкви к другой. После Евсевия сказания о мученичествах собирал св. Маруфа, епископ Тагритский (ок. 410 года), автор «Истории персидских мучеников». Монах бенедиктинского монастыря св. Германа близ Парижа, Узуард (фр. Usuard) (ок. 876 года), составил один из древнейших на Западе мартирологов («Usuardi martyrologium», издано в Лувене, 1568, и Антверпене, 1714). Позднейшее, более полное собрание и критическое издание актов мучеников принадлежит бенедиктинцу Рюинарту: «Acta Martyrum sincera et selecta» (Париж, 1689).
Кроме мартиролога Узуарда, известны следующие древние западные мартирологи: Беды ( 735 год), Флора (фр. Florus de Lyon) ( ок. 850 года), Рабана Мавра ( 856 год), Вандельберта ( 870 год), Адона ( 875 год), Ноткера ( 912 год)
Более обширна литература житий святых второго рода — преподобных и других. Древнейший сборник таких сказаний — Дорофея Тирского — сказание о 70-ти апостолах. Из других особенно замечательны: «Жития честных монахов» патриарха александрийского Тимофея; затем следуют сборники Палладия, Лавсаик («Historia Lausaica, s. paradisus de vitis patrum», «Historia christiana veterum Patrum» 1582, а также в «Opera Maursii», Флоренция, 1746, т. VIII).
На Западе главными писателями этого рода в патриотический период были Руфин Аквилейский («Vitae patrum s. historiae eremiticae»); Иоанн Кассиан («Collationes patrum in Scythia»); Григорий Турский, написавший ряд агиографических сочинений («Gloria martyrum», «Gloria confessorum», «Vitae patrum»), Григорий Двоеслов («Dialogi») и др.
С IX века в житийской литературе появилась новая черта — тенденциозное (нравоучительное, отчасти политически-общественное) направление, украшавшее рассказ о святом вымыслами фантазии. В ряду таких агиографов первое место занимает Симеон Метафраст, сановник византийского двора, живший, по одним данным, в IX, по другим в X веке или XII веке. Его «Жития святых» стали самым распространённым первоисточником для последующих писателей этого рода не только на Востоке, но и на Западе.
Много житий святых находится в сборниках смешанного содержания, каковы прологи, синаксари, минеи, патерики. Прологом называется книга, содержащая в себе жития святых, вместе с указаниями относительно празднований в честь их. У греков эти сборники называются синаксарями. Самый древний из них — анонимный синаксарь в рукописи епископа Порфирия Успенского (1249 год), затем следует синаксарь императора Василия — относящийся к X веку. Другие древнейшие прологи: Петров — в рукописи епископа Порфирия — содержит в себе памяти святых на все дни года, кроме 2-7 и 24-27 дней марта; Клеромонтанский (иначе Сигмунтов), почти сходный с Петровым, содержит в себе памяти святых за целый год. Наши русские прологи — переделки синаксаря императора Василия с некоторыми дополнениями. Минеи суть сборники пространных сказаний о святых и праздниках, расположенных, по месяцам. Они бывают служебные и Минеи-Четьи: в первых имеют значение для жизнеописаний святых обозначения имён авторов над песнопениями. Минеи рукописные содержат больше сведений о святых, чем печатные.

## Древнерусские жития
Древнерусская литература житий святых собственно русских начинается жизнеописаниями отдельных святых. Образцом, по которому составлялись русские «жития», служили жития греческие типа Метафраста, то есть имевшие задачей «похвалу» святому, причём недостаток сведений (например, о первых годах жизни святых) восполнялся общими местами и риторическими приёмами. Ряд чудес святого — необходимая составная часть жития. В рассказе о самой жизни и подвигах святых часто вовсе не видно черт индивидуальности. Исключения из общего характера первоначальных русских «житий» до XV века составляют (по мнению профессора Голубинского) лишь самые первые по времени жития — «Чтение о житие и погублении блаженных страстотерпцев Бориса и Глеба» и «Житие Феодосия Печерского», составленные преподобным Нестором, житие Леонтия Ростовского (которое Василий Ключевский относит ко времени до 1174 года) и жития, появившиеся в Ростовской области в XII и XIII веках, представляющие безыскусный простой рассказ, тогда как столь же древние жития Смоленской области («Житие святого Авраамия» и другие) относятся к византийскому типу жизнеописаний. В XV веке ряд составителей житий начал митрополит Киприан, написавший житие митрополита Петра (в новой редакции) и несколько житий русских святых, вошедших в состав его «Степенной книги» (если эта книга действительно им составлена).
С биографией и деятельностью второго русского агиографа, Пахомия Логофета, подробно знакомит исследование Ключевского «Древнерусские жития святых как исторический источник» (М., 1871). Он составил житие и службу Сергию Радонежскому, житие и службу Никону Радонежскому, житие Кирилла Белозерского, слово о перенесении мощей святого Петра и службу ему; ему же, по мнению Ключевского, принадлежат житие новгородских архиепископов Моисея и Иоанна; всего им написано десять житий, шесть сказаний, 18 канонов и четыре похвальных слова святым. Пахомий пользовался большой известностью у современников и потомства и был образцом для других составителей житий. Как считает исследователь А. И. Лященко, в своих сочинениях Пахомий весьма «свободно относился к историческим фактам и, ради поучительности рассказа, не стеснялся собственных прибавлений».
Не менее знаменит как составитель житий Епифаний Премудрый, живший сначала в одном монастыре со святым Стефаном Пермским, а потом в монастыре Сергия, — написавший жития обоих этих святых. Он хорошо знал Священное Писание, греческие хронографы, палею, Лествицу, патерики. У него ещё более витийства, чем у Пахомия. Продолжатели этих трёх писателей внесли в свои труды новую черту — автобиографическую, так что по «житиям», ими составленным, всегда можно узнать автора. Из городских центров дело русской агиографии перешло в XVI веке в пустыни и отдалённые от культурных центров местности. Авторы этих житий не ограничивались фактами жизни святого и панегириком ему, а старались знакомить с церковными, общественными и государственными условиями, среди которых возникала и развивалась деятельность святого. Жития этого времени являются, таким образом, ценными первоисточниками культурной и бытовой истории Древней Руси.
Автора, жившего в Руси Московской, всегда можно отличить по тенденции от автора Новгородской, Псковской и Ростовской области. Новую эпоху в истории русских житий составляет деятельность всероссийского митрополита Макария. Его время было особенно обильно новыми «житиями» русских святых, что объясняется, с одной стороны, усиленной деятельностью этого митрополита по канонизации святых, а с другой — составленными им «великими Минеями-Четьими». Минеи эти, в которые внесены почти все имевшиеся к тому времени русские жития, известны в двух редакциях: Софийской (рукопись Санкт-Петербургской духовной академии) и более полной — Московского собора 1552 года. Изданием этого грандиозного труда занималась Археографическая комиссия, успевшая трудами Павла Савваитова и Михаила Кояловича издать несколько томов, обнимающих месяцы сентябрь и октябрь. Столетием позже Макария, в 1627—1632 годах, появились Минеи-Четьи монаха Троице-Сергиева монастыря Германа Тулупова, а в 1646—1654 годах — Минеи-Четьи священника Сергиева Посада Иоанна Милютина.
Эти два сборника отличаются от Макариева тем, что в них вошли почти исключительно жития и сказания о русских святых. Тулупов вносил в свой сборник всё, что находил по части русской агиографии, целиком; Милютин, пользуясь трудами Тулупова, сокращал и переделывал имевшиеся у него под руками жития, опуская из них предисловия, а также похвальные слова. Чем Макарий был для Руси Северной, Московской, тем хотели быть киево-печерские архимандриты — Иннокентий (Гизель) и Варлаам Ясинский — для Руси южной, выполняя мысль киевского митрополита Петра Могилы и отчасти пользуясь собранными им материалами. Но политические смуты того времени помешали осуществиться этому предприятию. Ясинский, впрочем, привлёк к этому делу Димитрия, впоследствии митрополита Ростовского, который, трудясь в течение 20 лет над переработкой Метафраста, великих Четьих-Миней Макария и других пособий, составил Четьи-Минеи, содержащие в себе жития не только южно-русских святых, опущенных в Минеях Макария, но святых всей Церкви. Патриарх Иоаким с недоверием отнёсся к труду Димитрия, заметив в нём следы католического учения о непорочности зачатия Богоматери; но недоразумения были устранены, и труд Димитрия был окончен.
В первый раз Четьи-Минеи Димитрия Ростовского изданы в 1711—1718 годах. В 1745 году Синод поручил киево-печерскому архимандриту Тимофею (Щербацкому) пересмотр и исправление труда Димитрия; поручение это после смерти Тимофея докончили архимандрит Иоасаф (Миткевич) и иеродиакон Никодим (Пученков), и в исправленном виде Четьи-Минеи были изданы в 1759 году. Жития святых в Четьях-Минеях Димитрия расположены в порядке календаря: по примеру Макария здесь находятся также синаксари на праздники, поучительные слова на события жизни святого или историю праздника, принадлежащие древним Отцам Церкви, а отчасти составленные самим Димитрием, исторические рассуждения в начале каждой четверти издания — о первенстве марта месяца в году, об индикте, о древнейшем эллино-римском календаре. Источники, какими пользовался автор, видны из списка «учителей, писателей, историков», приложенного перед первой и второй частями, и из цитат в отдельных случаях (чаще всего встречается Метафраст). Многие статьи составляют лишь перевод греческого жития или повторение с исправлением языка жития древнерусского.

### Жития святых в XIX веке
Всех отдельных житий древнерусских святых, вошедших и не вошедших в исчисленные сборники, насчитывается 156. В XIX столетии явился ряд пересказов и переработок Четьих-Миней святителя Димитрия:
- Александра Бахметева. «Избранные Жития святых, кратко изложенные по руководству Четьих-Миней» (1860—1868)
- А. Н. Муравьёв «Жития святых российской церкви, также Иверских и Славянских» (1847)
- Филарет, архиеп. Черниговский, «Русские святые, чтимые всей Церковью или местно: Опыт описания жизни их» (1861—1864)
- Д. А. Эристов «Словарь исторический о святых российской церкви» (1836—1860)
- Д. И. Протопопов «Жития святых» (1884—1885): Месяц январь-апрель, Месяц май-июнь, Месяц июль-август, Месяц сентябрь — октябрь, Месяц ноябрь-декабрь.

Более или менее самостоятельные издания Жития святых:
- Филарета, архиеп. Черниговского:
  - «Историческое учение об отцах церкви» (1856)
  - «Исторический обзор песнопевцев» (1860)
  - «Святые южных славян» (1863)
  - «Св. подвижницы Восточной церкви» (1871)
  - «Афонский патерик» (1860—1863)
  - «Вышний покров над Афоном» (1860)
  - «Подвижники благочестия на Синайской горе» (1860)
- И. Крылова
  - «Жития святых апостолов и сказания о семидесяти учениках Христовых» (1863)
  - «Достопамятные сказания о жизни св. блаженных отцов» (перев. с греческого, 1856)
- архимандрита Игнатия, «Краткие жизнеописания русских святых» (1875)
- Иосселиани, «Жития святых грузинской церкви» (1850)
- М. Сабинина, «Полное жизнеописание святых грузинских» (1871—1873).

Особенно ценные сочинения для русской агиографии:
- прот. Д. Вершинского, «Месяцеслов Восточной церкви» (1856)[3]
- свящ. М. Мирошкина, «Славянский именослов» (1859)[4]
- И. Мартынова «Греко-славянский церковный год» («Annus ecclesiasticus graeco-slavicus», Пар., 1863; католическая тенденция автора-иезуита придаёт сочинению по местам особый колорит: у него в список святых включён и Иосафат Кунцевич)
- преосв. Сергия, «Месяцеслов Востока» (1875—1876)
- В. Ключевского, «Древнерусские жития, как источник исторический» (1871)
- Н. Барсукова, «Источники русской агиографии» (1882)